# Carabán (Senegal)
Carabán (en francés: Île de Carabane) también conocida como Carabane o Karabane, es una isla y un pueblo situado en el extremo suroeste del país africano de Senegal, en la desembocadura del río Casamanza. Esta formación geológica relativamente reciente consiste en un banco de arena en el que el suelo posee manglares que cubren la mayor parte de la isla. Junto con el resto de la Región de Ziguinchor, Carabane tiene un clima tropical, con un ciclo entre una estación seca y una estación lluviosa. La isla era considerada un lugar árido donde no había plantas útiles creciendo, pero que ahora es compatible con varios tipos de árboles frutales, las más comunes son los de mangos y naranjas.
Carabane ha seguido atrayendo a los ornitólogos interesados en su amplia variedad de aves. Varias especies de peces son abundantes en la isla, pero hay muy pocos mamíferos.

## Historia
Los primeros habitantes conocidos de la isla fueron los Jola, el grupo étnico que sigue siendo el más numeroso de la isla. Los portugueses fueron activas en la región a partir del siglo XVI, sin embargo, no se quedaron estableciendo su puesto de comercio en la ciudad de Ziguinchor, en 1645. El 22 de enero de 1836, la isla fue cedida a Francia por el líder de la aldea de Kagnout a cambio de un pago anual de 196 francos.
En 1869, se convirtió en autónoma, pero se fusionó con Sédhiou en 1886. Desde la Segunda Guerra Mundial, la población de la isla ha disminuido gradualmente por una variedad de razones, incluyendo los períodos de sequía, el conflicto de Casamanza y, más recientemente, el hundimiento de un ferry de Joola en 2002.